# 10e cérémonie des Utah Film Critics Association Awards
La 10e cérémonie des Utah Film Critics Association Awards (UFCA Awards), décernés par la Utah Film Critics Association, a eu lieu le 17 décembre 2014, et a récompensé les films réalisés dans l'année.

## Palmarès

### Meilleur film
- Birdman

### Meilleur réalisateur
- Alejandro González Iñárritu pour Birdman

### Meilleur acteur
- Michael Keaton pour Birdman

### Meilleure actrice
- Rosamund Pike pour Gone Girl

### Meilleur acteur dans un second rôle
- J.K. Simmons pour Whiplash

### Meilleure actrice dans un second rôle
- Jessica Chastain pour A Most Violent Year

### Meilleur scénario original
- Birdman pour Alejandro González Iñárritu

### Meilleur scénario adapté
- Inherent Vice – Paul Thomas Anderson
- Snowpiercer - Bong Joon-ho et Kelly Masterson

### Meilleure photographie
- Robert Elswit – Night Call

### Meilleur film en langue étrangère
- We Are the Best!  Suède

### Meilleur film d'animation
- La Grande Aventure Lego (Frozen)

### Meilleur documentaire
- Citizenfour